# Католичка црква Светог Јосипа у Черевићу
Римокатоличка црква Св. Јосипа у Черевићу, месту у општини Беочин, саграђена је 1776. године и има статус споменика културе од великог значаја.
Римокатоличка црква посвећена Христовом земаљском оцу, Светом Јосипу (Светом Јосифу), представља барокну грађевину са високим звоником. Главни олтар украшава икона, дело Јохана Натинхофера из 1781. године, која представља Свету породицу са Богородицом, Христом и праведним Јосифом са панорамом Черевића у доњем делу композиције, где су уз дунавску обалу приказане православна и римокатоличка црква. Икону Распећа насликао је 1817. године Арса Теодоровић, који се на полеђини потписао на латинском језику. Икону Светог Тројства на предикаоници извео је Константин Пантелић 1835. године. Стил и иконографија српског црквеног сликарства северно од Саве и Дунава у 19. веку приближили су се у потпуности својим западним узорима. Отуд конфесионалне разлике више нису представљале никакву препреку да српски сликари добијају наруџбине од католика, о чему сведочи пример цркве у Черевићу.